# طوطی شکم‌عنابی

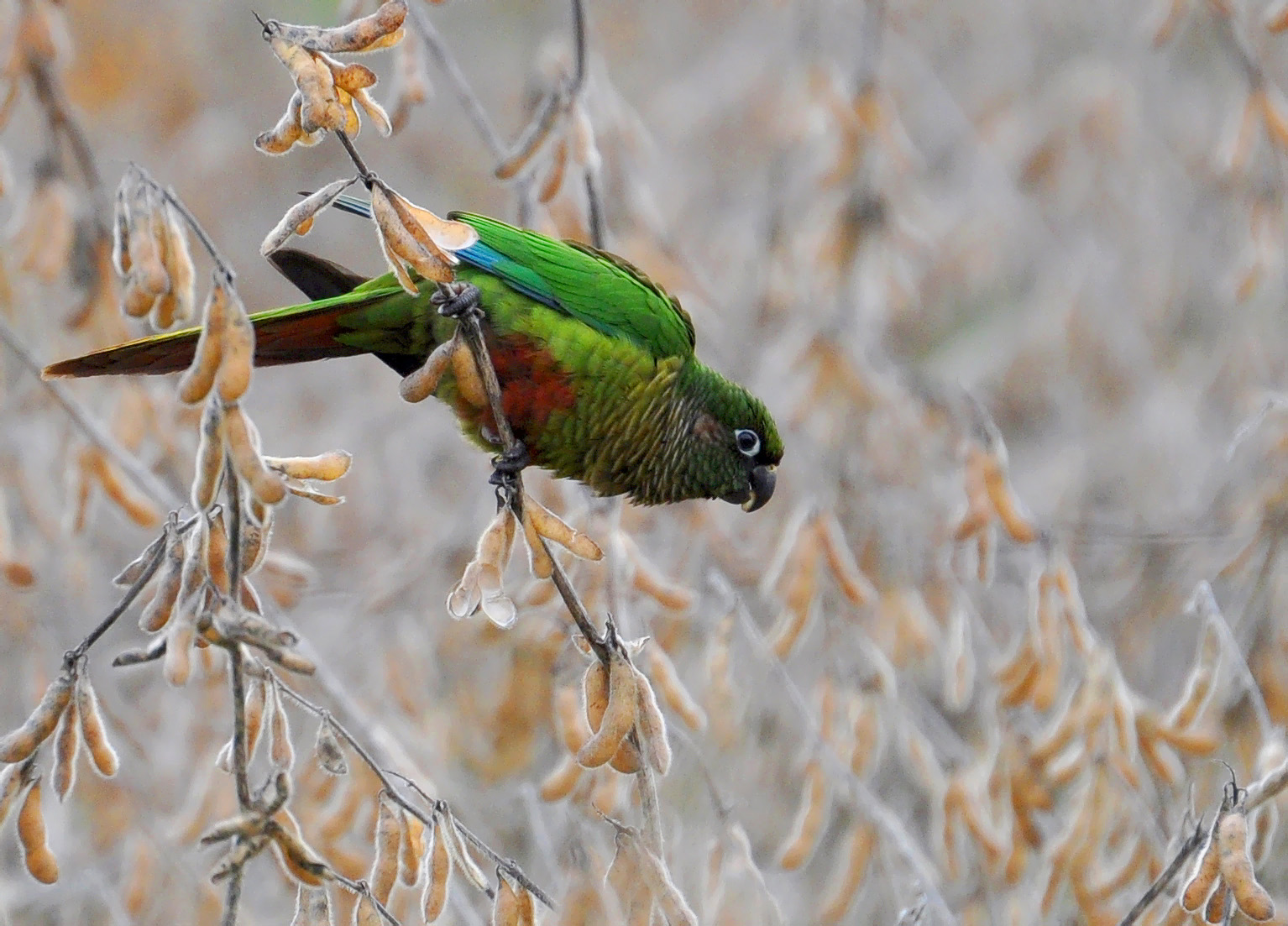
P. f. chiripepe در ریو گرانده، برزیل

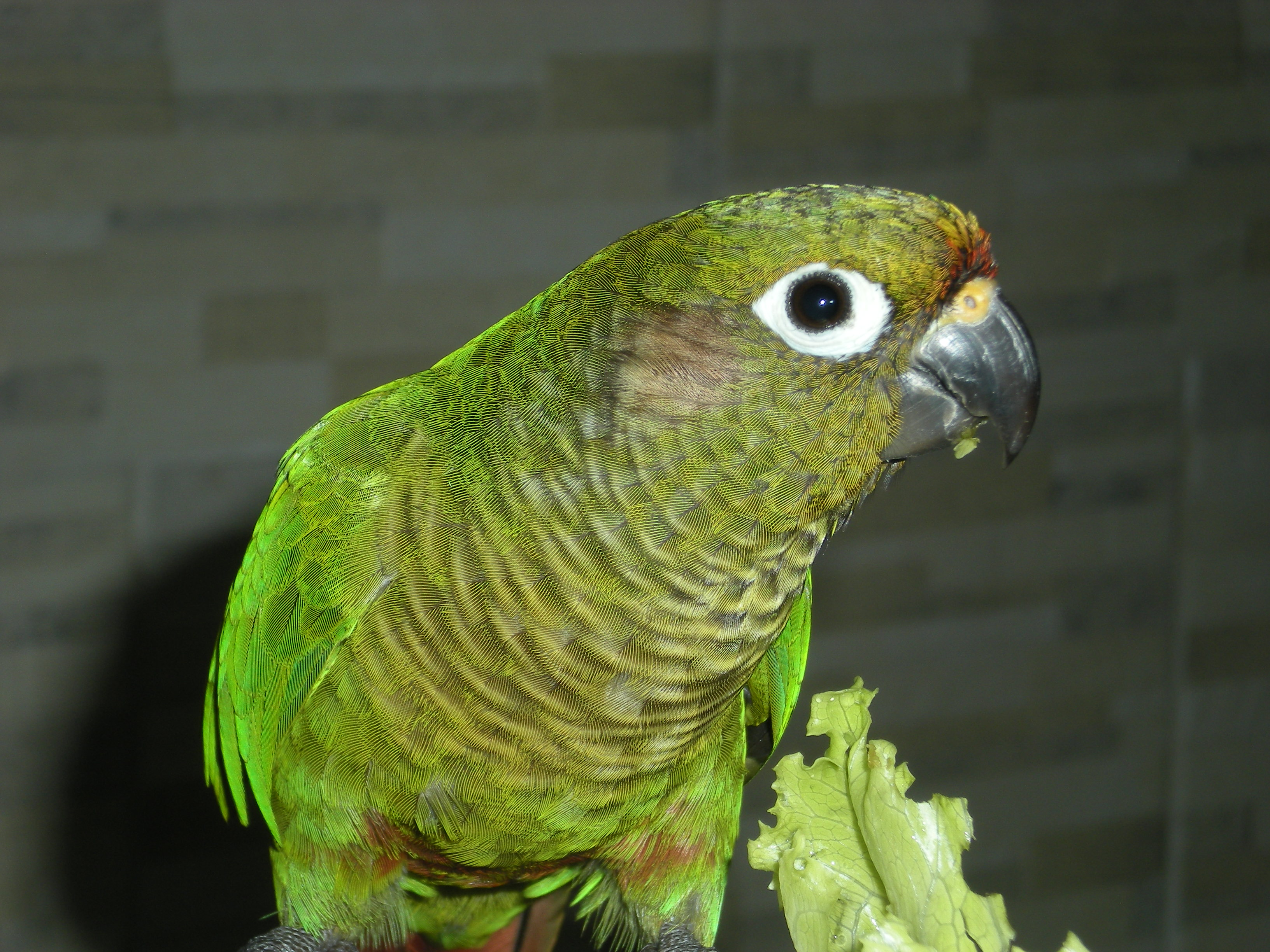
طوطی شکم‌عنابی اهلی در حال خوردن کاهو

طوطی شکم‌عنابی (نام علمی: Pyrrhura frontalis) طوطی کوچکی است که از جنوب شرق برزیل تا شمال شرق آرژانتین از جمله شرق پاراگوئه و اروگوئه یافت می‌شود. به آن «طوطی شکم‌سرخ» نیز می‌گویند و در پرورش پرندگان معمولاً از آن به عنوان «کونور شکم‌عنابی»، کونور شکم‌سرخ یا «کونور گوش‌قهوه‌ای» یاد می‌شود.
دو زیرگونه وجود دارد که در محدوده تماس آنها با گسترده میان‌بندی رخ می‌دهد:
- «طوطی شکم‌عنابی»، Pyrrhura frontalis frontalis - برزیل از جنوب باهیا تا ریو گرانده دو سول و از غرب تا ماتو گروسو دو سول.

روی شاهپرهای دم به رنگ زرد مایل به سبز به‌تدریج با لبه سرخ‌فام پهن تبدیل می‌شود.
- «کونور آزارا»، Pyrrhura frontalis chiripepe - شرق پاراگوئه، آرژانتین، اروگوئه و جنوب برزیل.

روی شاهپرهای دم کاملاً سبز مایل به زرد است.